# Gmina Kozienice
Die Gmina Kozienice [kɔʑɛˈɲit͡sɛ]  ist eine Stadt-und-Land-Gemeinde im Powiat Kozienicki der Woiwodschaft Masowien in Polen. Sitz des Powiat und der Gemeinde ist die gleichnamige Stadt mit etwa 17.200 Einwohnern.

## Geographie
Die Gemeinde liegt im Südosten der Woiwodschaft und grenzt an die Woiwodschaft Lublin. Nachbargemeinden sind Garbatka-Letnisko, Głowaczów, Maciejowice, Magnuszew, Pionki, Sieciechów und Stężyca.
Entlang der Ostgrenze ihres Gebiets verläuft die Weichsel. Ein weiteres Fließgewässer ist die Radomka.

## Geschichte
Die Landgemeinde wurde 1973 wieder gebildet. Stadt- und Landgemeinde wurden 1990/1991 zur Stadt-und-Land-Gemeinde zusammengelegt. Ihr Gebiet gehörte bis 1975 zur Woiwodschaft Kielce. Es kam dann bis 1998 zur stark verkleinerten Woiwodschaft gleichen Namens, der Powiat wurde in dieser Zeit aufgelöst. Zum 1. Januar 1999 kam die Gemeinde zur Woiwodschaft Masowien und zum wiedererrichteten Powiat Kozienicki.

## Gemeindepartnerschaften
- Verbandsgemeinde Göllheim (Rheinland-Pfalz)
- Tschuhujiw (Ukraine)
- Medzilaborce (Slowakei)

## Gliederung
Die Stadt-und-Land-Gemeinde Kozienice gliedert sich in die Stadt selbst und Orte mit 36 Schulzenämtern (sołectwa):
Aleksandrówka
Brzeźnica
Chinów
Dąbrówki
Holendry Kozienickie
Holendry Kuźmińskie
Holendry Piotrkowskie
Janików
Janików-Folwark
Janów
Kępa Bielańska
Kępa Wólczyńska
Kępeczki
Kociołki
Kuźmy
Łaszówka
Łuczynów
Majdany
Nowa Wieś
Nowiny
Opatkowice
Piotrkowice
Przewóz
Psary
Ruda
Ryczywół
Samwodzie
Stanisławice
Staszów
Śmietanki
Świerże Górne
Wilczkowice Górne
Wójtostwo
Wola Chodkowska
Wólka Tyrzyńska
Wólka Tyrzyńska B
Ein weiterer Ort der Gemeinde ist der Weiler Cztery Kopce.

## Wirtschaft und Verkehr
Von Bedeutung ist das Kohlekraftwerk Kozienice.
Der wichtigste Verkehrsweg ist die Landesstraße DK79, sie führt in nord-südlicher von Warschau über Sandomierz und Krakau nach Bytom. Von Südost nach West verläuft die DK48, die in Białobrzegi die Schnellstraße S7 erreicht. Die Woiwodschaftsstraße DW737 führt in die Großstadt Radom.
Der nächste internationale Flughafen ist der Warschau in etwa 70 Kilometer Entfernung.
Bahnverbindungen im Personenverkehr bestehen nicht mehr.